# Davit Torossian
Davit Torossian   (Yerevan, 23 de setembre de 1950) és un boxejador armeni, ja retirat, que va competir sota bandera de la Unió Soviètica durant la dècada de 1970.
El 1976 va prendre part en els Jocs Olímpics d'Estiu de Montreal, on va guanyar la medalla de bronze en la categoria del pes mosca del programa de boxa. En semifinals va perdre contra el cubà Ramón Duvalón.
En el seu palmarès també destaquen una medalla de bronze en el Campionat del Món de boxa amateur de 1974, així com el campionat nacional soviètic de 1973. Una vegada retirat va treballar com a entrenador a Yerevan, i des del 1991 a Los Angeles. Del 2001 al 2002 i del 2013 al 2015 fou l'entrenador en cap de la selecció nacional de boxa d'Armènia.